# Испания на «Детском Евровидении — 2004»
Испания участвовала в «Детском Евровидении — 2004», проходившем в Лиллехаммере, Норвегия, 20 ноября 2004 года. На конкурсе страну представила Мария Исабель с песней «Antes muerta que sencilla», выступившая пятнадцатой. Она выиграла, набрав 171 балл.

## Национальный отбор
Выбор участников на национальный отбор проходил в несколько этапов: в марте и апреле 2004 года, в 12 городах Испании, прошёл первый этап кастинга, в котором приняли участие 3000 детей. Из них были отобраны 150 детей для второго этапа кастинга, который проходил в апреле–мае 2004 года. Во втором этапе кастинга были отобраны 80 детей, которые приняли участие в третьем этапе кастинга, который прошёл в июне 2004 года. В конце концов, из 80 детей были отобраны 40, а из оставшихся 40 детей были отобраны семеро для национального отбора, который прошёл в сентябре 2004 года.

### Выбор песни
Шоу, в котором телезрители выбрали, какую песню будет исполнять каждый финалист, прошло 7 сентября 2004 года. Результаты телеголосования были объявлены 14 сентября 2004 года.
| Выбор песни – 7 сентября 2004 | Выбор песни – 7 сентября 2004 | Выбор песни – 7 сентября 2004 |
| Артист                        | Песня                         | Результат                     |
| ----------------------------- | ----------------------------- | ----------------------------- |
| Блас Канто                    | «Cantaré»                     | 32%                           |
| Блас Канто                    | «Sentir»                      | 68%                           |
| Каролина и Альба              | «Qué calor»                   | 41%                           |
| Каролина и Альба              | «Loca, loca»                  | 59%                           |
| Мирела                        | «Sí o no»                     | 47%                           |
| Мирела                        | «Conocí el amor»              | 53%                           |
| Сара, Анабель и Росио         | «Eres un bombón»              | 71%                           |
| Сара, Анабель и Росио         | «Ponte las pilas»             | 29%                           |
| Лидия и Люсия                 | «Un poco tú y un poco yo»     | 40%                           |
| Лидия и Люсия                 | «Música en el corazón»        | 60%                           |
| Мария Исабель                 | «Antes muerta que sencilla»   | 61%                           |
| Мария Исабель                 | «Mira niño»                   | 39%                           |
| Нико                          | «Yo soy un bambino»           | 66%                           |
| Нико                          | «Te propongo»                 | 34%                           |

### Финал
Финал национального отбора прошёл 21 сентября 2004 года. В нём, как и в предыдущем шоу, исход решали телезрители.
| Финал – 21 сентября 2004 | Финал – 21 сентября 2004 | Финал – 21 сентября 2004    |
| №                        | Артист                   | Песня                       |
| ------------------------ | ------------------------ | --------------------------- |
| 01                       | Каролина и Альба         | «Loca, loca»                |
| 02                       | Мария Исабель            | «Antes muerta que sencilla» |
| 03                       | Сара, Анабель и Росио    | «Eres un bombón»            |
| 04                       | Блас Канто               | «Sentir»                    |
| 05                       | Мирела                   | «Conocí el amor»            |
| 06                       | Нико                     | «Yo soy un bambino»         |
| 07                       | Лидия и Люсия            | «Música en el corazón»      |

## На «Детском Евровидении»
Финал конкурса транслировал телеканал TVE1, комментатором которого был Фернандо Аргента, а голоса от Испании объявлял Лучо. Мария Исабель выступила под пятнадцатым номером после Дании и перед Швецией, и заняла первое место, набрав 171 балл.

## Голосование[5]
| Баллы     | Страна                                                         |
| --------- | -------------------------------------------------------------- |
| 12 баллов | Бельгия Дания Польша Румыния Франция Хорватия Швейцария Швеция |
| 10 баллов | Греция Кипр Нидерланды Северная Македония                      |
| 8 баллов  | Норвегия                                                       |
| 7 баллов  | Белоруссия Великобритания Мальта                               |
| 6 баллов  | Латвия                                                         |
| 5 баллов  |                                                                |
| 4 балла   |                                                                |
| 3 балла   |                                                                |
| 2 балла   |                                                                |
| 1 балл    |                                                                |

| Баллы     | Страна             |
| --------- | ------------------ |
| 12 баллов | Румыния            |
| 10 баллов | Великобритания     |
| 8 баллов  | Франция            |
| 7 баллов  | Дания              |
| 6 баллов  | Хорватия           |
| 5 баллов  | Кипр               |
| 4 балла   | Бельгия            |
| 3 балла   | Северная Македония |
| 2 балла   | Нидерланды         |
| 1 балл    | Греция             |